# Termoska

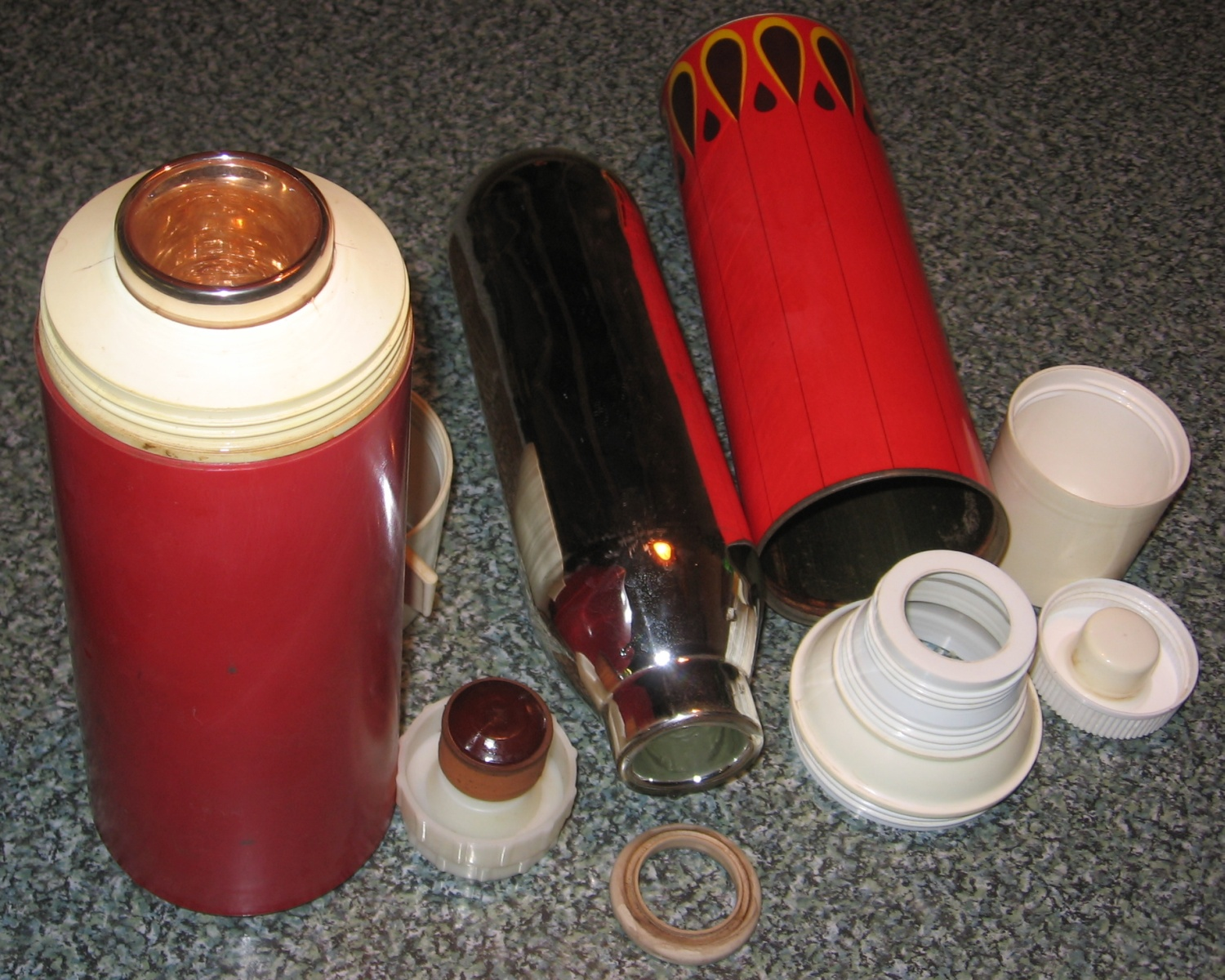
Termoska a komponenty termosky (vpravo)

Termoska (též termoláhev) je speciálně vyrobená láhev, která slouží k uchování teploty obsahu, například pro udržení teplého nebo studeného nápoje (pokrmu). V roce 1892 ji vynalezl pracovník Oxfordské univerzity Sir James Dewar, který potřeboval pro účely laboratorních pokusů nádobu, která by po dlouhou dobu udržela velmi chladné tekutiny. V laboratorním a průmyslovém použití se používá název Dewarova nádoba. Používá se například k uchování kapalného dusíku.

## Dewarova konstrukce
Základem termosky je dvojitá vnitřní nádoba s lesklými dvojitými stěnami, z mezery mezi stěnami obou nádob je vyčerpán vzduch. Přes toto vakuum nemůže teplo pronikat vedením, tepelné záření se odráží zpět od lesklých stěn, u nádoby uzavřené zátkou je omezen i přenos prouděním.
Nádoby určené pro uchovávání zkapalněných plynů mají obvykle zátku záměrně netěsnou. Odpařování plynu vyrovnává malý průnik tepla, ke kterému dochází vlivem nedokonalého vakua či neúplnou odrazivosti stěn, ale i vedením materiálem zátky a vstupního otvoru.

## Jiné konstrukce
Název termoska se běžně používá pro jakoukoli termoizolační láhev, vyrobenou například obalením běžné lahve v pěnové hmotě.[zdroj?]